# Le Chapelier et son château (roman)
Le Chapelier et son château (Hatter's Castle) est le premier roman de A. J. Cronin publié en 1931.

## Résumé
Un parvenu tyrannique terrorise son entourage. Il est confronté à des drames familiaux et professionnels.

## Adaptation au cinéma
- 1941 : Le Chapelier et son château, film britannique réalisé par Lance Comfort, avec Deborah Kerr et James Mason.